# Házi gondozó
A házi gondozó otthoni környezetben ápolja, segíti a koruk, fogyatékosság vagy betegség miatt rászorulók életvezetését, gyógyulását, egy szociális vezető irányítása mellett. A házi gondozó a FEOR-08-ban 5223 alatt szereplő egyik foglalkozás.
A házi gondozó a mindennapi életvitelükben akadályoztatott emberek részére nyújt gondozást. Igényeikhez és szükségleteikhez igazodva támogatja, gondozza a rászorulókat. Elvégzi a rászorulók testi gondozását, háztartási munkákat, segít a mindennapi ügyintézésben.

## Feladatai
A házi gondozó szolgáltatás két fő csoportra irányul: az egyik a vakok és a fogyatékosok, a másik azoknak a csoportja, akik nem minősülnek fogyatékosnak, rokkantnak. Az első csoport esetében a házi gondozó feladata a szállítás, azaz segítség abban, hogy a fogyatékos személy eljusson orvoshoz, fejlesztésre; segítség abban, hogy a jelnyelvi tolmács elérhető legyen a siket vagy nagyothalló emberek számára; és segítség a munkahely keresésében, az oda való eljutásban. A második csoportba azok tartoznak, akik nem képesek saját magukat teljesen ellátni, idős koruk vagy egyéb ok miatt, például a fertőző betegség következtében a nappali, illetve a bentlakásos intézményi ellátásból kiszorult gyermekek. E csoportba tartozók esetében az igénybevevő önálló életvitelének fenntartását – szükségleteinek megfelelően – a gondozott lakásán biztosítják. Az ellátottak részére saját környezetében, életkorának, élethelyzetének és egészségi állapotának megfelelően, meglévő képességeinek fenntartásával, felhasználásával, fejlesztésével fizikai, mentális, szociális szükségleteinek biztosítják.
Részletes feladatai:
- személyes szociális és egészségügyi szolgáltatás nyújtása;
- gyógyszerbeadás, vérnyomásmérés;
- együttműködés a családdal, a védőnővel, a családsegítővel, a házi gondozóval, a gyermekvédelmi szolgálattal;
- háztartási munkák végzése (főzés, takarítás, bevásárlás);
- segítségnyújtás a ház körüli munkákban;
- szolgáltatások biztosítása (bevásárlás, ügyintézés, utaztatás);
- betegszállítás szakrendelésre;
- személyes tanácsadás;
- beszámoló készítése;
- a rászoruló mentális egészségének fenntartása érdekében szórakoztatás, társalkodás, felolvasás végzése.

## Képzése
Házi gondozó képzés a szociális gondozó és ápoló tanfolyam keretein belül (OKJ 3476201) lehetséges. A képzés 10 hónapos, heti két alkalommal, összesen 1300 óra időtartamban, amelyen belül 60% az elmélet és 40% a gyakorlat aránya. A tanfolyamon való részvétel feltétele alapfokú iskolai végzettség, és egészségügyi alkalmassági vizsgálaton való megfelelés.

## A házi gondozás története Magyarországon
Az Egészségügyi Minisztérium kísérleti jelleggel 1966-ban három városban bevezette a házi gondozást, amelynek keretében a feladatokat hivatásos házi gondozók látták el. 1970-ben szakmai irányelv jelent meg a házi gondozó hálózat kiépítéséről, amelynek jogi szabályozására 1976-ban került sor. Az 1993. évben hatályba lépett szociális törvény valamennyi települési önkormányzat részére kötelezővé tette a házi segítségnyújtás igénybevételének biztosítását. A hivatásos gondozói létszám fejlesztésének hatására szakszerűbbé vált a gondozói tevékenység, hiszen a gondozóknak megfelelő végzettséggel kellett rendelkezniük, s eleget tenniük a működésüket szabályozó követelményeknek. A szociális törvény 2005. évben hatályba lépett módosítása nevesítette a gondozási, ápolási feladatokat, az ellátott és lakókörnyezete higiénés körülményeinek megtartásában való közreműködést, a veszélyhelyzet kialakulásának megelőzését, illetve a veszélyhelyzet elhárításában való segítségnyújtást. A hangsúly időközben a szociális problémák komplex eszközökkel való megoldására helyeződött át.

## Jellemző munkakörök
- Házi ápoló
- Házi szociális gondozó
- Otthoni ápolási asszisztens

## Jogszabályi háttér
A házi gondozást ellátó költségvetési intézmények, szakmai és civil szervezetek részére a Szociális és Családügyi Minisztérium 2000-ben rendeletet adott ki, amely szabályozza ezen intézmények működési, személyi és szakmai feltételeit és feladatait.